# ألان أونيل (لاعب كرة قدم)
ألان أونيل (بالإنجليزية: Alan O'Neill)‏ (2 يوليو 1957 بدبلن في جمهورية أيرلندا - ) هو لاعب كرة قدم أيرلندي في مركز حراسة المرمى. شارك مع منتخب جمهورية أيرلندا تحت 21 سنة لكرة القدم. أما مع النوادي، فقد لعب مع نادي دوندالك ونادي سليغو روفرز ونادي شامروك روفرز ونادي كلية جامعة دبلن ودوري أيرلندا الحادي عشر ‏.

## وصلات خارجية
- ألان أونيل على موقع قاعدة بيانات كرة القدم.إي يو (الإنجليزية)